# Rover-Alvis P6-BS
La Rover-Alvis P6-BS è un prototipo realizzato dalla casa automobilistica britannica Alvis insieme alla Rover nel 1967.

## Descrizione
La vettura è una coupé a motore centrale/longitudinale a due porte e tre posti che la Rover e l'Alvis svilupparono insieme congiuntamente nel 1967 sotto la direzione di Spen King e Gordon Bashford. La vettura non fu mai messa in produzione ed è rimasta allo stadio prototipale. L'unico esemplare prodotto è custodito nel British Motor Museum.
L'auto era equipaggiata con il motore V8 della Rover P6, che Rover aveva comprato dalla Buick. Aveva una cilindrata di 3528 cm³ (alesaggio × corsa = 88,9 mm × 71,7 mm), un albero a camme centrale e sviluppava 150 CV (112 kW) a 5000/min. La vettura poteva arrivare fino a 224 km/h. I suoi due carburatori SU erano visibili dietro il lunotto posteriore sotto una cupola trasparente sul cofano motore. Il motore era leggermente arretrato sull'assale posteriore, in modo che ci fosse spazio per un terzo sedile di dietro i due anteriori. La vettura fu il secondo prototipo realizzato in collaborazione con la Rover, dopo la Alvis GTS.